# FK Šilas Kazlų Rūda
FK Šilas (lit. Futbolo Klubas Šilas) – litewski klub piłkarski z siedzibą w Kozłowej Rudzie.

## Historia
Klub piłkarski powstał w 1940 roku, kiedy założony został klub piłkarski „Ąžuolas”. W kolejnych latach nazwa klubu była wielokrotnie zmieniana.
Od 2013 roku brał w rozgrywkach LFF I lyga. W 2016 klub awansował do najwyższej grupy rozgrywkowej na Litwie (A lyga).
W 2017 otrzymane zarzuty do ewentualnego naruszenia zasad fair play. 24 lutego Litewski Związek Piłki Nożnej (LFF) otrzymała formalną "Šilas" list do kierownictwa klubu w imieniu oświadczenie stwierdzające, że pojawienie się problemów finansowych drużyna nie weźmie udziału w tegorocznej lidze mistrzostw.
Chronologia nazw:
- 1940: Ąžuolas
- 1952: Žalgiris
- 1969: Šilas
- 1994: Auredi
- 1996: Šilas
- 2006: Kvintencija-Šilas
- 2008: Aitas-MIA
- 2009: FK Kazlų Rūda
- 2011: Šilas

## Trenerzy
- do stycznia 2016:  Saulius Vikertas,
- od stycznia 2016:  Gediminas Jarmalavičius

## I lyga
- 2016 – 1. miejsce
- 2015 – 4. miejsce
- 2014 – 5. miejsce
- 2013 – 4. miejsce

## Skład w sezonie 2017
Stan na 17 lutego 2017
| Nr | Poz. | Piłkarz            |
| -- | ---- | ------------------ |
| 1  | BR   | Lukas Jasinskas    |
| 5  | OB   | Donatas Dubickas   |
| 10 | PO   | Aurimas Tamaliūnas |
| 13 | OB   | Haroldas Serbenta  |
| 16 | OB   | Erikas Tamaliūnas  |
| 22 | OB   | Gytis Urba         |

| Nr | Poz. | Piłkarz               |
| -- | ---- | --------------------- |
| 25 | NA   | Darius Sederevičius   |
| 29 | PO   | Ramūnas Mačežinskas   |
| 31 | BR   | Andrius Urbšys        |
| 82 | PO   | Evaldas Grigaitis     |
| 88 | PO   | Marius Šoblinskas     |
|    | PO   | Giedrius Matulevicius |